# La honra de vivir
La honra de vivir é uma telenovela mexicana, produzida pela Televisa e exibida em 1961 pelo Telesistema Mexicano.

## Elenco
- Guillermo Zetina
- Elsa Cárdenas
- Pilar Sen
- Freddy Fernández
- Alejandro Ciangherotti